# Quartiere Umbertino
Quartiere Umbertino è un quartiere di Bari, appartenente dal 2014 al I municipio (ex VII circoscrizione).

## Geografia fisica
Il Quartiere Umbertino è una zona compresa tra il quartiere Madonnella e il murattiano, quindi tra Corso Cavour, il Lungomare Araldo di Crollalanza, Via Cardassi e Via Abbrescia. Si tratta di un piccolo quadrilatero in cui sono racchiusi i palazzi eclettici più prestigiosi della città, come il Palazzo dell’Acquedotto Pugliese, quello della Banca d’Italia o della Camera di Commercio e i Teatri Petruzzelli e Margherita.

## Monumenti e luoghi d'interesse

### Architetture civili
- Teatro Petruzzelli
- Teatro Margherita
- Palazzo dell'Acquedotto Pugliese
- Palazzo Arciuli-Cutrignelli
- Palazzo Atti
- Piazza Luigi di Savoia
- Molo San Nicola
- Sede della Camera di Commercio [1]

### Architetture religiose
- Parrocchia di San Giuseppe in Corso Sonnino